# Championnats d'Europe de slalom (canoë-kayak) 1998
Navigation
1996 2000
Les championnats d'Europe de slalom de canoë-kayak se déroulent à Roudnice nad Labem (République tchèque) du 18 au 23 août 1998.

## Résultats

### Hommes

#### Canoë
| Épreuve                     | Or | Or     | Argent                                                                                                  | Argent | Bronze | Bronze |
| --------------------------- | --- | ------ | --- | ------ | --- | ------ |
| Canoë monoplace par équipes | Slovaquie Michal Martikán Juraj Ontko Juraj Minčík                                                            | 116.43 | Allemagne Stefan Pfannmöller Nico Bettge Martin Lang                                                    | 118.93 | Grande-Bretagne Stuart McIntosh Mark Delaney Robert Turner                                                     | 119.45 |
| Canoë biplace par équipes   | Tchéquie Petr Štercl & Pavel Štercl Jaroslav Pospíšil (en) & Jaroslav Pollert Ondřej Štěpánek & Jaroslav Volf | 128.35 | Slovaquie Milan Kubáň & Marián Olejník Roman Štrba & Roman Vajs Pavol Hochschorner & Peter Hochschorner | 129.06 | France Éric Biau & Bertrand Daille Philippe Quémerais & Yann Le Pennec Alexandre Lauvergne & Nathanael Fouquet | 132.87 |
| Canoë monoplace             | David Jančar (CZE)                                                                                            | 194.91 | Michal Martikán (SVK)                                                                                   | 195.87 | Lukáš Pollert (CZE)                                                                                            | 196.64 |
| Canoë biplace               | Slovaquie Pavol Hochschorner Peter Hochschorner                                                               | 211.60 | Tchéquie Jaroslav Volf Ondřej Štěpánek                                                                  | 211.66 | Slovaquie Milan Kubáň Marián Olejník                                                                           | 213.99 |

#### Kayak
| Épreuve           | Or                                                   | Or     | Argent                                           | Argent | Bronze                                             | Bronze |
| ----------------- | ---------------------------------------------------- | ------ | ------------------------------------------------ | ------ | -------------------------------------------------- | ------ |
| Kayak par équipes | Allemagne Thomas Becker Ralf Schaberg Thomas Schmidt | 110.84 | Tchéquie Ondřej Raab Jiří Prskavec Vojtěch Bareš | 111.15 | Slovénie Andraž Vehovar Fedja Marušič Uroš Kodelja | 111.87 |
| Kayak monoplace   | Paul Ratcliffe (GBR)                                 | 180.86 | Thomas Becker (GER)                              | 184.02 | Andrew Raspin (GBR)                                | 188.20 |

### Dames

#### Kayak
| Épreuve           | Or                                                            | Or     | Argent                                                   | Argent | Bronze                                              | Bronze |
| ----------------- | ------------------------------------------------------------- | ------ | -------------------------------------------------------- | ------ | --------------------------------------------------- | ------ |
| Kayak par équipes | Tchéquie Štěpánka Hilgertová Irena Pavelková Marcela Sadilová | 131.53 | Royaume-Uni Rachel Crosbee Laura Blakeman Heather Corrie | 137.06 | Allemagne Kordula Striepecke Evi Huss Mandy Planert | 137.86 |
| Kayak monoplace   | Elena Kaliská (SVK)                                           | 204.12 | Štěpánka Hilgertová (CZE)                                | 205.85 | Sandra Friedli (SUI)                                | 215.40 |

## Tableau des médailles
| Rang  | Nation          | Or | Argent | Bronze | Total |
| ----- | --------------- | -- | ------ | ------ | ----- |
| 1     | Tchéquie        | 3  | 3      | 1      | 7     |
| 2     | Slovaquie       | 3  | 2      | 1      | 6     |
| 3     | Allemagne       | 1  | 2      | 1      | 4     |
| 4     | Grande-Bretagne | 1  | 1      | 2      | 4     |
| 5     | France          | 0  | 0      | 1      | 1     |
| 6     | Slovénie        | 0  | 0      | 1      | 1     |
| 7     | Suisse          | 0  | 0      | 1      | 1     |
| Total | Total           | 8  | 8      | 8      | 24    |